# 伊涅爾卡湖
55°3′48″N 45°53′10″E / 55.06333°N 45.88611°E
伊涅爾卡湖（俄语：Инерка），是俄羅斯的湖泊，位於該國西部，由莫爾多瓦共和國負責管轄，長3公里、寬0.2公里，面積0.437平方公里，海拔高度100米，平均水深7米，最大水深12米。